# La Prairie, Minnesota
La Prairie är en ort i Itasca County i delstaten Minnesota, USA.